# Sicyonia disedwardsi
Sicyonia disedwardsi är en kräftdjursart som först beskrevs av Martin D. Burkenroad 1934.  Sicyonia disedwardsi ingår i släktet Sicyonia och familjen Sicyoniidae. Inga underarter finns listade i Catalogue of Life.